# Zaouiet Kontoch
Zaouiet Kontoch (àrab: زاوية قنطش, Zāwiyat Qunṭux) és un poble del Sahel tunisià, a la governació de Monastir, situat a tocar de Jemmal. Constitueix una municipalitat amb 6.713 habitants el 2014. Pren el nom d'una antiga i petita zàuiya d'un sant musulmà.

## Administració
Forma una municipalitat o baladiyya, amb codi geogràfic 32 11 (ISO 3166-2:TN-12).
Al mateix temps, constitueix un sector o imada, amb codi geogràfic 32 56 55, dins de la delegació o mutamadiyya de Jammel (32 56).